# Balatonmagyaród
Balatonmagyaród là một thị trấn thuộc hạt Zala, Hungary. Thị trấn này có diện tích 31,53 km², dân số năm 2010 là 476 người, mật độ 15 người/km².